# Erika Fürst
Erika Erna Fürst (* 25. August 1913 in Coswig; † nach 1975) war eine deutsche Politikerin (SPD/SED).

## Leben
Fürst trat 1931 der SPD bei. Durch die Zwangsvereinigung von SPD und KPD zur SED wurde sie 1946 SED-Mitglied. Bei der Landtagswahl in der Provinz Sachsen 1946 wurde sie für die SED in den Landtag gewählt. Bis 1950 leitete sie die Chemiewerke Coswig und war damit  eine der ersten Frauen in der Sowjetischen Besatzungszone bzw. der DDR, die einen Volkseigenen Betrieb leiteten. Im Mai 1950 wurde sie verhaftet und im Juli 1950 wegen Spionage für die westdeutsche SPD vom Sowjetischen Militärtribunal zu 25 Jahren Zuchthaus verurteilt. Sie war unter anderem im Zuchthaus Waldheim inhaftiert. Nach ihrer Begnadigung arbeitete sie in untergeordneter Position im früher von ihr geleiteten Chemiewerk und wurde weiterhin von der Stasi überwacht. 1976 siedelte sie nach Delmenhorst in Westdeutschland über. Im Jahr 1999 wurde sie von der Militärhauptstaatsanwaltschaft der Russischen Föderation rehabilitiert.